# جیمزتاون، ساوت استرالیا
جیمزتاون (به انگلیسی: Jamestown) یک منطقهٔ مسکونی در استرالیا است که در استرالیای جنوبی واقع شده‌است.